# 1291
1291 (MCCXCI) var ett normalår som började en måndag i den julianska kalendern.

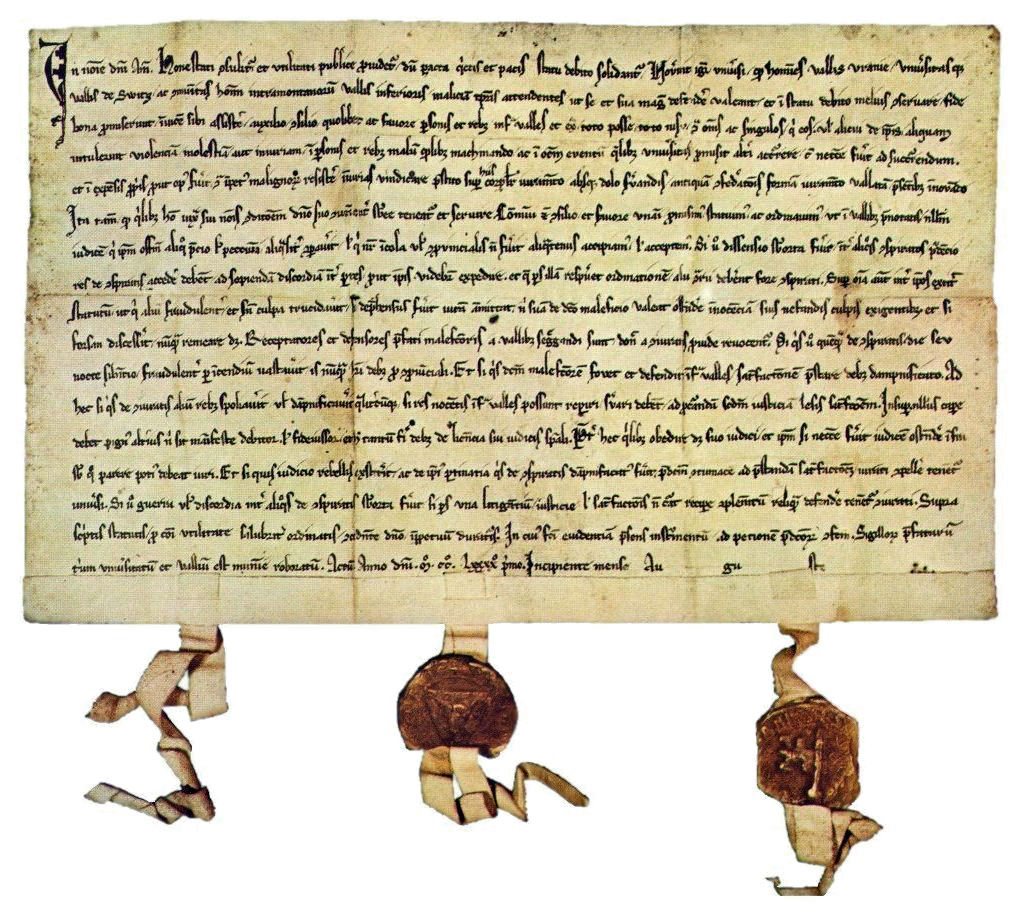
Gamla schweiziska edsförbundet upprättas.

## Händelser

### Augusti
- 1 augusti – Det schweiziska edsförbundet, ursprunget till dagens Schweiz, bildas, genom att de tre urkantonerna Unterwalden, Uri och Schwyz går samman i ett förbund, som sluts på Rütliängen.[1]

### September
- 8 eller 15 september – Johan dör dock i Frankrike och gravläggs i Sigtuna dominikanerkloster.
- Franciskanermunkar omnämns i Marstrand.

### Okänt datum
- Den svenske ärkebiskopen Johan reser till påven för att framföra sitt stifts talan, på grund av en strid med Lundabiskopen Jens Grand.
- En ny tegelkyrka invigs i Strängnäs, men på invigningsdagens kväll rasar östra delen av kyrkan.
- Acre, korsfararnas sista huvudstad i Heliga landet, faller i saracenernas händer.

## Födda
- Clemens VI, född Pierre Roger, påve 1342–1352.

## Avlidna
- 25 maj – Bengt Birgersson, svensk hertig av Finland och biskop av Linköping.
- 24, 25 eller 26 juni – Eleonora av Provence, drottning av England 1236–1272 (gift med Henrik III)
- 15 juli – Rudolf I, tysk-romersk kejsare sedan 1273.
- 8 eller 15 september – Johan, svensk ärkebiskop sedan 1289.

### Fotnoter
1. ↑  World Statesmen